# Gmina Uniejów
Die Gmina Uniejów [uˈɲɛjuf] ist eine Stadt-und-Land-Gemeinde im Powiat Poddębicki der Woiwodschaft Łódź in Polen. Ihr Sitz ist die gleichnamige Kurstadt (deutsch Uniejow) mit etwa 3000 Einwohnern.

## Geographie
Die Gemeinde liegt im Westen der Woiwodschaft und grenzt im Westen und Norden an die Woiwodschaft Großpolen. Zu den Gewässern gehört die Warthe.

## Gliederung
Zur Stadt-und-Land-Gemeinde (gmina miejsko-wiejska) Uniejów gehören neben der Stadt selbst 30 Dörfer mit einem Schulzenamt (sołectwo):
Brzeziny
Brzozówka
Czekaj
Czepów
Człopy
Dąbrowa
Felicjanów
Góry
Hipolitów
Kozanki Wielkie
Kuczki
Lekaszyn
Łęg Baliński
Orzeszków
Orzeszków-Kolonia
Ostrowsko
Pęgów
Rożniatów
Rożniatów-Kolonia
Skotniki
Spycimierz
Spycimierz-Kolonia
Stanisławów
Wielenin
Wielenin-Kolonia
Wieścice
Wilamów
Wola Przedmiejska
Zaborów
Zieleń